# Raúl Isaac González
Raúl González, mit vollständigem Namen Raúl Isaac González San Vicente, (* 2. Dezember 1955 in Valparaíso) ist ein ehemaliger chilenischer Fußballspieler. Der Stürmer spielte fünfmal für die Nationalmannschaft Chiles.

## Karriere

### Verein
Raúl González debütierte 1975 bei den CD Santiago Wanderers. 1977 stieg der Rechtsverteidiger mit dem Klub aus seiner Geburtsstadt Valparaíso in die Primera B ab, schaffte aber als Meister den direkten Wiederaufstieg. González wechselte zum amtierenden Meister CD Palestino, mit dem er bei der Copa Libertadores 1978 das Halbfinale erreichte.
1983 ging González mit seinem Teamkollegen Mario Varas nach Südafrika zu den Moroka Swallows, mit denen er den Mainstay Cup gewann. Mit den Bush Bucks wurde González erster Meister der National Soccer League, einem Vorläufer der heutigen Premier Soccer League. Nach einem Jahr bei AmaZulu Durban beendete González 1987 seine Karriere bei den Moroka Swallows.

### Nationalmannschaft
Für die U-20-Auswahl spielte Raúl González 1975 bei der Südamerikameisterschaft. Chile belegte in der Gruppenphase Platz 2 mit den punkt- und torgleichen Uruguayern. Das anschließende Finale gewann Uruguay mit 3:1 nach Elfmeterschießen, nachdem González beim 1:1 nach Verlängerung den Treffer für Chile erzielt hatte.
Für die chilenische Nationalmannschaft debütierte González im Juni 1977 beim Freundschaftscup gegen Uruguay. Bei der Copa América 1979 spielte er zwei Partien für La Roja. Das Team von Luis Santibáñez gewann die Gruppe A vor den punktgleichen Kolumbianern und erreichte nach dem Halbfinalsieg über Peru das Finale gegen Paraguay. Im Finale setzte sich Paraguay im Entscheidungsspiel durch, nachdem zuvor beide Teams ihre Heimspiele gewonnen hatten. Für González war die 0:1-Niederlage im Gruppenspiel gegen Kolumbien das vierte und letzte Länderspiel.

## Erfolge
Santiago Wanderers
- Chilenischer Zweitligameister: 1978

Moroka Swallows
- Mainstay Cup: 1983

Bush Bucks
- National Soccer League: 1985

Chile
- Copa-América-Finalist: 1979

## Sonstiges
Raúl González ist der Vater vom 56-maligen chilenischen Nationalspieler Mark González.